# 布盧明普雷里 (明尼蘇達州)
布盧明普雷里（英語：Blooming Prairie）是一個位於美國明尼蘇達州道奇縣及斯蒂爾縣的城市。

## 人口
根據2020年美國人口普查的數據，布盧明普雷里的面積為3.52平方千米，當中陸地面積為3.52平方千米，而水域面積為0.00平方千米。當地共有人口1974人，而人口密度為每平方千米561人。